# Jałówka (wieś w gminie Sidra)
Jałówka – wieś w Polsce położona w województwie podlaskim, w powiecie sokólskim, w gminie Sidra.
Wieś magnacka położona była w końcu XVIII wieku  w powiecie grodzieńskim województwa trockiego. W latach 1975–1998 miejscowość należała administracyjnie do województwa białostockiego.
Wierni kościoła rzymskokatolickiego należą do parafii Matki Bożej Częstochowskiej i św. Kazimierza w Majewie.